# Bataille de Chochiwon
Guerre de Corée
Batailles
Offensive nord-coréenne :

(juin 1950 - septembre 1950)
- Pokpung
- Chuncheon
- Séoul (1re)
- Busan (navale)
- Chumunjin
- Osan
- Pyeongtaek
- Cheonan
- Chochiwon
- Daejeon
- Sangju
- Yongdong
- Hwanggan
- Notch
- Périmètre de Busan

Contre-offensive de l'ONU :

(septembre 1950 - octobre 1950)
- Incheon
- Bombardement de Pyongyang
- Pyongyang

Intervention chinoise :

(octobre 1950 - avril 1951)
- Onjong
- Unsan
- Chongchon (Wawon)
- Réservoir de Chosin
- Évacuation de Hŭngnam
- Séoul (3e)
- Twin-Tunnels
- Jipyeong-ri
- Imjin
- Kapyong

Impasse :

(août 1951 - juillet 1953)
- Crèvecœur
- Fleuve Han
- Opération Commando
- Maryang San
- Suncheon
- Barrage de Sui-Ho
- Triangle Hill
- le Crochet
- Fleuve Samichon
- Armistice de Panmunjeom

Post armistice :
- Raid sur la Maison Bleue
- Attaque de l'EC-121
- Incident du peuplier
- Infiltration de Gangneung
- Guerre du crabe

La bataille de Chochiwon est un engagement entre les forces des Nations unies et de Corée du Nord lors de la guerre de Corée qui se déroule du 10 au 12 juillet 1950 dans les villages de Chonui (en) et de Chochiwon (en) à l'ouest de la Corée du Sud. Après trois jours de combats intenses, la bataille se termine par une victoire des nord-coréens.
Le 21e régiment d'infanterie de la 24e division de l'United States Army a été chargé de retarder deux divisions de l'armée nord-coréennes après les victoires communistes à Osan, Pyongtaek et Chonan plus tôt dans le mois . Le régiment est déployé le long des routes et des chemins de fer entre les deux villages, en essayant de ralentir l'avancée autant que possible.
Soutenues par des frappes aériennes, les unités de l’US Army sont en mesure d'infliger des dommages importants aux véhicules et blindés nord-coréens, mais elles sont finalement submergées par l'infanterie nord-coréenne.
Les deux bataillons américains combattent en sous-effectif lors de plusieurs engagements durant trois jours. Ils subissent des pertes très lourdes tant en hommes qu’en matériels, mais ils réussissent à retarder les forces nord-coréennes pendant plusieurs jours, permettant au reste de la 24e division d'infanterie de mettre en place des positions de blocage le long du fleuve Kum près de la ville de Daejeon.

## Contexte

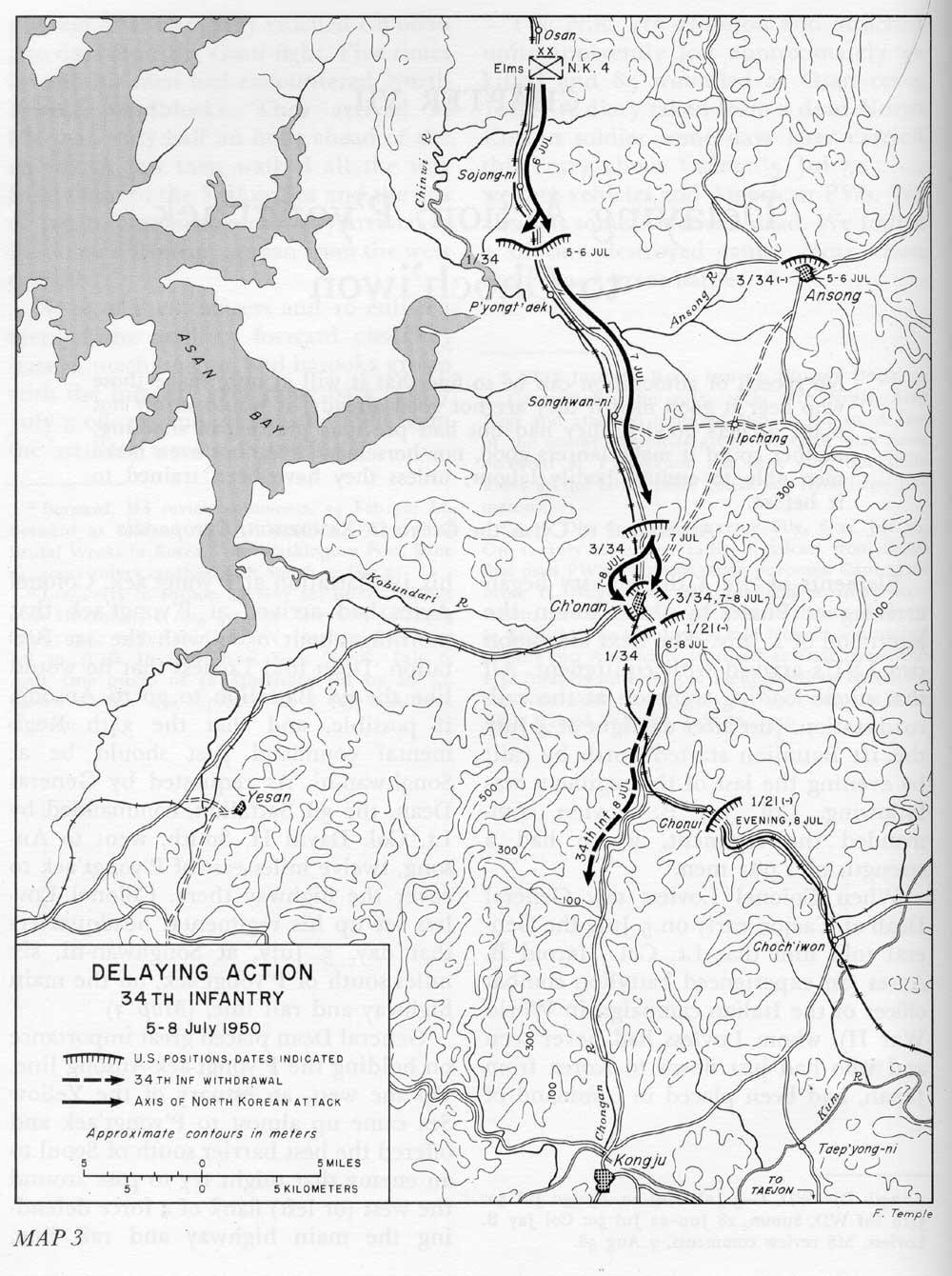
Mouvements du d'infanterie du 5 au 8 juillet 1950.

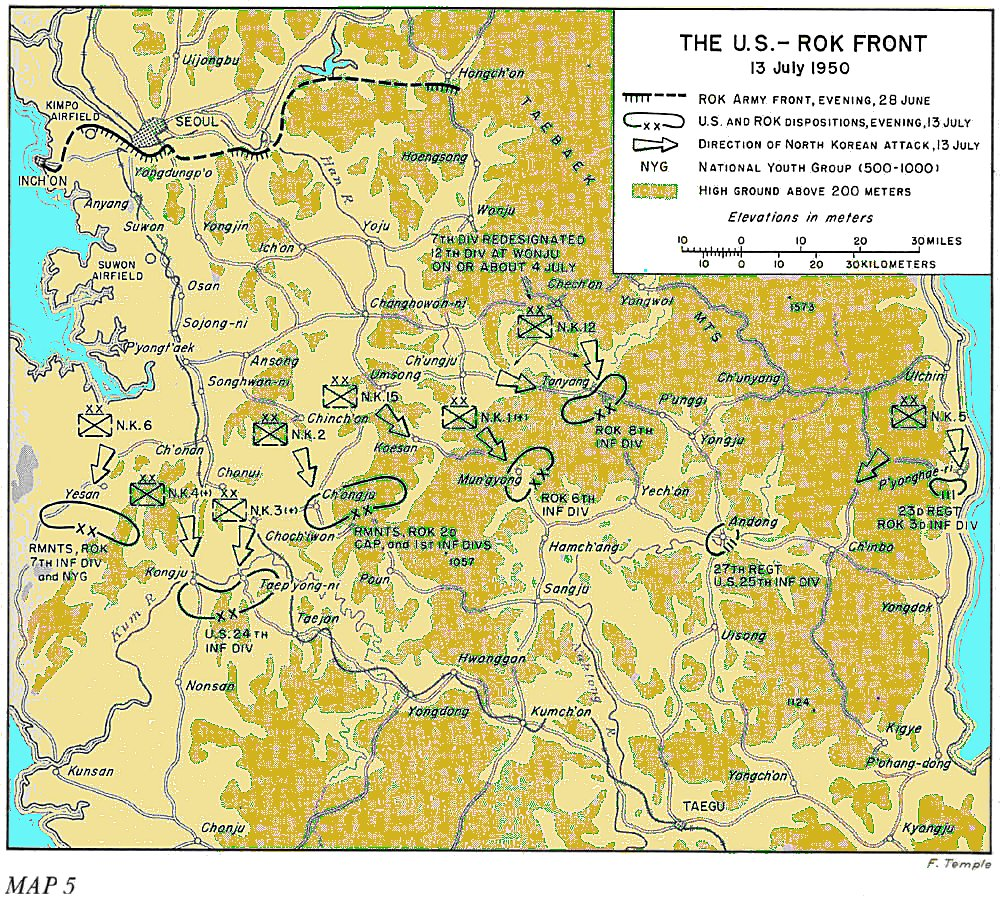
Lignes de front au 13 juillet 1950.